# ناندل (نیو ساوت ولز)
ناندل (به انگلیسی: Nundle) یک شهرک در استرالیا است که در نیو ساوت ولز واقع شده‌است.